# 11월 27일
11월 27일은 그레고리력으로 331번째(윤년일 경우 332번째) 날에 해당한다.

## 사건
- 25년 - 후한(동한) 광무제가 낙양을 새로운 수도로 정하다.
- 1095년 - 교황 우르바누스 2세가 십자군 전쟁을 선언하다.
- 1807년 - 포르투갈 왕실이 프랑스 나폴레옹군의 침공을 피해 브라질로 피신하다.
- 1817년 - 조선 사도세자의 서장자 은언군의 서자 이성득이 강화부 관아에서 알 수 없는 이유로 소환되어 고문을 당하고 고문치사하였다.
- 1895년 - 알프레드 노벨이 노벨상 제정의 내용이 담긴 그의 유언장에 서명하다.
- 1931년 - 중화 소비에트 임시정부가 서금에서 수립되다.
- 1945년 - 노르웨이가 유엔에 가입하다.
- 1955년 - 소비에트 연방이 서베를린 자유시화(自由市化)를 제안하다.
- 1964년 - 인도의 수상 자와할랄 네루가 미국과 소비에트 연방에게 원폭실험 중지와 비핵화를 호소하다.
- 1975년 - 후안 카를로스 1세가 스페인 국왕으로 즉위하다.
- 1992년 - 베네수엘라의 페레즈 정부에 대한 쿠데타가 2번째로 발생하나 진압되다.

## 문화
- 1920년 - 경성도서관이 구 대한제국 군악대 건물로 확장하여 재개관하다.
- 1931년 - 모리스 라벨의 《왼손을 위한 피아노 협주곡》이 오스트리아 빈에서 초연되다.
- 1987년 - 대한민국의 강원도 영동 남부 지역의 문화방송 삼척MBC TV 연주소 개국.
- 2005년 - 첫 안면부분이식수술이 프랑스 아미앵에서 실행되다.
- 2021년 - 일본 프로 야구 일본 시리즈 6차전에서 도쿄 야쿠르트 스왈로스가 오릭스 버펄로스를 2대 1로 꺾고 시리즈 전적 4승 2패로 2001년 이후 20년만에 통산 6번째 우승을 달성하였다.

## 탄생
- 111년 - 비티니아 출신의 고대 그리스인 안티누스. (~130년)
- 1127년 - 남송의 황제 효종. (~1194년)
- 1701년 - 스웨덴의 물리학자 안데르스 셀시우스. (~1744년)
- 1854년 - 조선 후기의 관료 권중현. (~1934년)
- 1871년 - 이스라엘의 초대 대통령 하임 바이츠만. (~1952년)
- 1892년 - 미국의 야구 선수 불릿 조 부시. (~1974년)
- 1894년 - 일본의 사업가 마쓰시타 고노스케. (~1989년)
- 1897년 - 대한민국의 정치인 유봉영. (~1985년)
- 1917년 - 대한민국의 국악인, 인간문화재 이은관. (~2014년)
- 1921년
  - 대한민국의 시인 김수영. (~1968년)
  - 체코슬로바키아의 정치인 알렉산데르 둡체크. (~1992년)
- 1923년 - 조선민주주의인민공화국의 정치인 조명선. (~1994년)
- 1926년 - 대한민국의 군인 출신 외교관 채명신. (~2013년)
- 1931년 - 대한민국의 군인, 정치인 정진길. (~2020년)
- 1932년 - 필리핀의 정치인 베니그노 아키노 2세. (~1983년)
- 1938년 - 대한민국의 동요 작곡가 유병무. (~2020년)
- 1939년 - 콩고민주공화국의 대통령, 정치인 로랑데지레 카빌라. (~2001년)
- 1940년 - 홍콩의 배우 이소룡. (~1973년)
- 1941년 - 대한민국의 언론인 김주철. (~2024년)
- 1942년
  - 대한민국의 배우 반효정.
  - 미국의 기타리스트, 싱어송라이터 지미 헨드릭스. (~1970년)
- 1949년 - 일본의 야구 선수 무라타 조지. (~2022년)
- 1951년 - 미국의 영화 감독 캐서린 비글로우.
- 1953년 - 대한민국의 기업인 린다 김.
- 1954년 - 대한민국의 아나운서 표영준.
- 1956년
  - 대한민국의 배우 김원배. (~2024년)
  - 미국의 배우 윌리엄 피크너.
- 1957년 - 미국의 정치인 케럴라인 케네디.
- 1958년 - 일본의 작곡가, 음악 제작자 코무로 테츠야.
- 1959년 - 대한민국의 성우 박영희.
- 1960년
  - 미국의 정치인 팀 폴렌티.
  - 우크라이나의 정치인 율리야 티모셴코.
- 1962년
  - 대한민국의 영화 감독 강제규.
  - 대한민국의 언론인 김종진.
  - 폴란드의 펜싱 선수 피오트르 키에우피코프스키.
- 1963년 - 러시아의 배우, 영화 감독 블라디미르 마시코프.
- 1964년
  - 이탈리아의 전 축구 선수, 현 축구 감독 로베르토 만치니.
  - 미국의 배우 로빈 기븐스.
- 1967년 - 중국의 가수, 영화배우 나영.
- 1968년 - 대한민국의 성우 안장혁.
- 1969년 - 대한민국의 성우 이영리.
- 1970년
  - 대한민국의 소설가, 시인 한강.
  - 대한민국의 성우 양정화.
- 1971년
  - 대한민국의 전 축구 선수 및 지도자 강준호.
  - 미국의 배우 커크 아서베이도.
- 1973년
  - 대한민국의 배우 · 방송인 · 전 아나운서 최은경.
  - 대한민국의 전 야구 선수, 현 야구 코치 이영우.
- 1974년
  - 대한민국의 연출가 김흥동.
  - 미국의 야구 선수 케니 레이.
- 1975년 - 대한민국의 배우, 모델, 기업인 정은찬.
- 1977년 - 대한민국의 배우 이태곤.
- 1978년
  - 대한민국의 희극인 김태현.
  - 대한민국의 슈퍼모델 이란숙.
- 1979년 - 대한민국의 가수 신혜성 (신화).
- 1981년 - 대한민국의 배우 박보경.
- 1982년
  - 러시아의 축구 선수 알렉산드르 케르자코프.
  - 대한민국의 바둑 기사 조한승.
  - 대한민국의 배우 백승훈.
- 1983년
  - 대한민국의 배우 이주은.
  - 대한민국의 기자 박준우.
- 1984년 - 일본의 성우 킷타 이즈미.
- 1985년
  - 대한민국의 희극인 김기리.
  - 대한민국의 가수, 배우 박수진.
  - 스위스의 축구 선수 라라 디켄만.
  - 대한민국의 희극인 김다온.
  - 대한민국의 희극인, 범죄자 여주석.
- 1986년 - 스페인의 축구 선수 사비 토레스.
- 1987년 - 멕시코의 태권도 선수 마리아 에스피노사.
- 1988년
  - 대한민국의 배우, 가수 김진엽.
  - 프랑스의 배우 노에미 메를랑.
  - 대한민국의 전직 스타크래프트 프로게이머 이상헌.
- 1989년
  - 대한민국의 배우. 남보라.
  - 대한민국의 전직 스타크래프트 프로게이머 차명환.
- 1990년
  - 대한민국의 축구 선수 임선주.
  - 미국의 가수 블랙베어.
- 1991년
  - 대한민국의 전 스타크래프트 프로게이머 김도우.
  - 대한민국의 배우 이상이.
- 1992년 - 대한민국의 가수 찬열 (EXO, EXO-K).
- 1993년 - 대한민국의 피아노 연주가 이미래.
- 1995년
  - 대한민국의 성우 장예나.
  - 대한민국의 가수 윤용빈.
  - 대한민국의 배우 이세온.
- 1996년
  - 대한민국의 배우 권한솔.
  - 대한민국의 바둑 기사 한승주.
  - 대한민국의 가수 솜혜빈.
  - 일본의 배우 나카오 마사키.
  - 홍콩의 탁구 선수 도우호이캄.
- 1997년
  - 대한민국의 전 가수, 방송인 김율희 (라붐).
  - 일본의 아이돌 마츠시마 소우.
  - 대한민국의 영재 주인공 송유근.
  - 대한민국의 축구 선수 김정민.
- 1998년 - 대한민국의 가수 박민수.
- 1999년 - 대한민국의 가수 이븐.
- 2000년 - 대한민국의 가수 로즈시아.
- 2001년 - 오스트레일리아의 배우 모거나 데이비스.
- 2002년 - 대한민국의 카트라이더 프로게이머 이명재.
- 2003년 - 대한민국의 프로게이머 고병수.
- 2005년 - 대한민국의 배우, 모델 구자성.

## 사망
- BC 8년 - 고대 로마의 시인 호라티우스. (기원전 65년~)
- 511년 - 프랑크 왕국 메로빙거 왕조의 창시자 클로도베쿠스 1세. (466년~)
- 1817년 - 조선 사도세자의 서장자 은언군의 서자 이성득. (1775년~)
- 1852년 - 세계 최초의 프로그래머 에이다 러브레이스. (1815년~)
- 1895년 - 프랑스의 소설가, 극작가 알렉상드르 뒤마 피스. (1824년~)
- 1940년 - 루마니아의 정치인 니콜라에 요르가. (1871년~)
- 1953년 - 미국의 극작가 유진 오닐. (1888년~)
- 1988년 - 미국의 사회주의 운동가 리처드 S. 프레이저. (1913년~)
- 1990년 - 대한민국의 정치인 김중태. (1920년~)
- 2009년 - 대한민국의 공무원 오근섭. (1947년~)
- 2010년 - 미국의 영화 감독 어빈 커슈너. (1923년~)
- 2018년 - 대한민국의 군인 겸 기업인 이종대. (1933년~)
- 2019년
  - 대한민국의 철학자 김재권. (1934년~)
  - 타이완의 영화배우 가오이샹. (1984년~)
- 2020년
  - 대한민국의 소설가 천승세. (1939년~)
  - 이란의 과학자 모센 파크리자데. (1958년~)
- 2022년 - 일본의 영화 감독, 각본가, 배우 최양일. (1949년~)
- 2023년
  - 이란의 영화배우 파르바네 마수미. (1945년~)
  - 미국의 영화배우 프랜시스 스턴헤이건. (1930년~)
- 2024년
  - 일본의 국제정지학자 이노구치 다카시. (1944년~)
  - 노르웨이의 인류학자 토마스 힐란드 에릭슨. (1962년~)

## 기념일
- 위대한 영웅들의 날: 타밀일람

## 같이 보기
- 전날: 11월 26일 다음날: 11월 28일 - 전달: 10월 27일 다음달: 12월 27일
- 음력: 11월 27일
- 모두 보기